# NGC 7528
NGC 7528 is een elliptisch sterrenstelsel in het sterrenbeeld Pegasus. Het hemelobject werd in 1880 ontdekt door de Britse astronoom Andrew Ainslie Common.

## Synoniemen
- PGC 70770